# Бритни Скай
Бритни Скай (на английски: Brittney Skye) е артистичен псевдоним на американската порнографска актриса Бранди Ротуел (Brandie Rothwell), родена на 5 ноември 1977 г. в Лос Анджелис, щата Калифорния, САЩ.
През 2010 г. Бритни Скай е включена в класацията на списание „Максим“ – Топ 12 жени звезди в порното, известна и като „мръсната дузина“.

## Награди и номинации
Носителка на награди за изпълнение на сцени
- 2006: AVN награда за най-добра секс сцена с двойка (видео) – съносител с Томи Гън за изпълнение на сцена във филма „Порнозвезда“.[5]

Номинации за награди
- 2003: Номинация за XRCO награда за Cream Dream.[6]
- 2005: Номинация за AVN награда за най-добра поддържаща актриса (видео) – за изпълнението на ролята ѝ във филма „На изплащане“.[7]
- 2005: Номинация за AVN награда за най-добра групова секс сцена (филм).[5]
- 2006: Номинация за AVN награда за най-добра актриса (видео).[5]
- 2006: Номинация за AVN награда за жена изпълнител на годината.[5]
- 2006: Номинация за F.A.M.E. награда за любима порноактриса.[8]
- 2006: Номинация за Temptation награда за жена изпълнител на годината.[9]
- 2006: Номинация за Temptation награда за най-добра актриса (видео) – за изпълнението на ролята ѝ във видеото „Затворник“.[9]
- 2007: Номинация за AVN награда за най-добра актриса (видео).[5][10]